# 지방도 제610호선
지방도 제610호선은 충청남도 보령시 대천동과 청양군 남양면 금정교앞 교차로를 잇는 충청남도의 지방도이다.
이 지방도의 서쪽 끝에는 국도 제21호선이 분기하며, 동쪽 끝에는 국도 제29호선과 분기되고, 청양군 화성면 산정삼거리에서는 지방도 제619호선과 분기된다.
그리고 보령시 청소면에는 장항선 철도가 지나며 근처에는 청소역이 있다.

## 연혁
- 2003년 2월 20일 : 지방도 노선 폐지 및 재지정으로 총연장이 24.3km에서 54.3km로 변경[1]
- 2011년 5월 30일 : 보령시 주교면 은포리 ~ 오포리 7.2km 구간, 보령시 주교면 관창리 0.2km 구간 개통[2]
- 2012년 7월 1일 : 지방도 노선 조정[3]
- 2015년 10월 20일 : 보령시 오천면 영보리 1.3km 구간 개통, 기존 2.1km 구간 폐지[4]
- 2023년 7월 31일 : 지방도 노선 조정. 단, 총 연장은 변동 없음.[5]

## 주요 경유지
- 보령시
  - 대천동 (의평아파트앞삼거리) - 신촌교
  - 주교면 신촌교 - 관창교 - 관창초등학교(폐교) - 해창교 - 주교리 - 은포교 - 은포 교차로 - 봉대산 교차로 - 송학초등학교 - 송학리 - 고정 교차로 - 고정리
  - 오천면 보령화력발전소 - 오포리 - 영보교 - 영보리 - (진골) - 중부교 - (수해마을) - 오천항 - 오천면 행정복지센터 - 오천초등학교 - 소성삼거리 - 신촌삼거리 - 웅포교 - 교성리 - 금오교
  - 청소면 금오교 - 장곡리 - 진죽교 - 청소면의용소방대 - 평촌삼거리 - 정전리 - 용연교 - 성연리 - 넙티
  - 청라면 넙티 - 황룡리 - 용두삼거리 - 황룡교 - 아랫장밭사거리 - 장연교 - 신산리

- 청양군
  - 화성면 화강리 - 화성삼거리 - 합천초등학교 - 산정리삼거리 - 산정리 - 공덕재
  - 남양면 공덕재 - 신왕리 - 구룡리 - 아이에스동서 청양공장 - 남양면사무소 - 남양초등학교 - 남양사거리 - 대봉리 - 용두리 - 용두교 - 금정교앞 교차로

## 중복 구간
- 보령시 오천면 소성삼거리 ~ 신촌삼거리 : 국도 제40호선과 중복

## 도로명
- 보령시 대천동 (의평아파트앞삼거리) ~ 오천면 보령화력발전소 : 토정로
- 보령시 오천면 보령화력발전소 ~ (진골) : 오천해안로
- 보령시 오천면 (진골) ~ (수해마을) : 진골중부길
- 보령시 오천면 (수해마을) ~ 오천항 : 오천해안로
- 보령시 오천면 오천항 ~ 신촌삼거리 : 충청수영로
- 보령시 오천면 신촌삼거리 ~ 청소면 청소면의용소방대 : 도미항로
- 보령시 청소면 청소면의용소방대 ~ 평촌삼거리 : 청소큰길
- 보령시 청소면 평촌삼거리 ~ 청라면 용두삼거리 : 넙티로
- 보령시 청라면 용두삼거리 ~ 청양군 화성면 화성삼거리 : 죽성로
- 청양군 화성면 화성삼거리 ~ 산정리삼거리 : 무한로
- 청양군 화성면 산정리삼거리 ~ 남양면 구룡리 : 구봉로
- 청양군 남양면 구룡리 ~ 금정교앞 교차로 : 구용길